# Вентурини, Тиша
Тиша Вентурини (англ. Tisha Venturini, в замужестве Хох, англ. Hoch; род. 3 марта 1973, Модесто, Калифорния) — американская футболистка и футбольный тренер, чемпионка мира (1999) и Олимпийских игр (1996) в составе сборной США. В годы учёбы в Университете Северной Каролины — четырёхкратная чемпионка NCAA, обладательница Херманн Трофи (1994), лучший игрок обороны (1991) и лучший игрок нападения (1994). Одна из основательниц профессиональной Женской объединённой футбольной ассоциации и её первая чемпионка в составе клуба «Сан-Хосе Сайбер-рэйз» (2001).

## Игровая карьера
Родилась и выросла в Модесто (Калифорния). Играла в футбол с 4 лет, к 10 годам выступала за команды мальчиков и в 13 лет присоединилась к программе Олимпийского развития. С 1991 по 1994 год играла в составе сборной Университета Северной Каролины — команды, бывшей в это время безусловным лидером студенческого женского футбола в США (за эти четыре года «Норт Каролайна Тар Хилз» одержали 97 побед при 1 поражении и 1 ничьей) и четырежды выиграла чемпионат NCAA в I дивизионе. Всего сыграла 95 матчей, из них в 93 выходила на поле в стартовом составе, забила 69 голов и отдала 51 результативную передачу, в том числе 7 голов и 9 пасов в 14 играх финальных турниров NCAA. В 1991 году, в первый год выступлений, забила 21 гол и сделала 16 результативных передач и была признана лучшей футболисткой-первокурсницей Конференции атлантического побережья, трижды (в 1991, 1993 и 1994 года) признавалась лучшей футболисткой плей-офф конференции. Все четыре сезона включалась в символическую первую сборную NCAA, в 1991 году признана лучшим игроком обороны финального турнира NCAA, в 1994 году — лучшим игроком нападения этого турнира. В последнем сезоне также названа лучшим игроком Конференции атлантического побережья и стала лауреатом Херманн Трофи — ежегодной награды лучшим студентам-футболистам США. В 1995 году награждена медалью Паттерсон как лучшая студентка-спортсменка Конференции атлантического побережья.
В 1987 году включена в состав сборной девушек США (до 19 лет). В том же году была впервые приглашена в основную национальную сборную, но отказалась от этого предложения из-за усталости и неуверенности в собственных силах. В итоге начала выступления за основную сборную США только в 1992 году. На чемпионате мира 1995 года выходила на поле в стартовом составе как центральный полузащитник, завоевала с командой бронзовые медали. Разделила первое место среди лучших бомбардиров сборной США на этом турнире. В следующем году в Олимпийском футбольном турнире, проходившем в США, забила победный гол в игре против сборной Дании (первый гол в истории женского олимпийского футбола), отличилась также в окончившемся со счётом 2:1 матче против сборной Швеции, замкнув ударом головой передачу Тиффени Милбретт. По итогам турнира сборная США и Вентурини стали олимпийскими чемпионками. На чемпионате мира 1999 года, также проводившемся в США, провела два гола за восемь минут в ворота сборной КНДР; оба мяча были забиты головой. Вместе со сборной США стала чемпионкой мира. В финале против команды КНР вышла на замену вместо Милбретт на 115-й минуте игры. Матч закончился нулевой ничьей; в назначенной серии послематчевых пенальти Вентурини должна была бить седьмой среди американок, однако очередь до неё не дошла — сборная США победила со счётом 5:4 после того, как вратарь Брайана Скарри отразила удар Лю Инн, и завоевала чемпионское звание. Вентурини завершила выступления за сборную США в 2000 году. К этому времени, по собственным словам, футболистка чувствовала себя «выгоревшей», и тренеры сборной всё чаще предпочитали выпускать на поле в основном составе других игроков. Всего за время выступлений Вентурини провела за национальную команду 132 матча и забила 44 гола.
В период выступлений за сборную Вентурини также провела по одному сезону в полупрофессиональных лигах WPSL (1997) и W-League (1998). Играла за клуб «Делавэр Джинис». С образованием профессиональной Женской объединённой футбольной ассоциации (WUSA) провела три сезона за клуб «Бэй Эреа Сайбер-рэйз» (позднее «Сан-Хосе Сайбер-рэйз»), в первый сезон став с ним чемпионкой лиги. В следующие два сезона часто страдала от травм и в итоге завершила профессиональную игровую карьеру в августе 2003 года, за 3 года сыграв в WUSA 60 матчей в регулярном сезоне и 2 в плей-офф.

## Дальнейшая карьера
В 2000 году, по окончании выступлений за сборную, вышла замуж за Кейси Хоха, агента по продажам фирмы, производящей оборудование для гольфа. Супруги поселились в Ньюпорт-Биче, в дальнейшем в семье появились двое детей.
После завершения игровой карьеры Вентурини-Хох вместе с товарищами по сборной США Кристин Лилли и Мией Хэмм, занималась организацией футбольных мастер-классов и детских тренировочных лагерей. Совместно футболистки основали футбольную академию Team First. Вентурини-Хох также работала тренером на местном уровне, занимаясь со сборной девочек средней школы Ньюпорт-Бича. В 2020 году стала совладелицей нового клуба Национальной женской футбольной лиги (NWSL) «Энджел Сити», представляющего Лос-Анджелес. Этот клуб стал первым в NWSL, в котором владельцами большинства акций и руководителями совета директоров являются женщины.